# Karabin PGM Ultima Ratio
PGM Ultima Ratio – seria francuskich powtarzalnych karabinów wyborowych produkowanych przez firmę PGM Précision.

## Opis konstrukcji
Obudowa komory zamkowej zbudowana jest ze specjalnego aluminium, stosowanego m.in. w przemyśle lotniczym. Karabiny posiadają dwójnóg. Broń nie posiada integralnego celownika, zamiast tego wyposażona jest w system mocowania Weaver lub STANAG. Lufa posiada wyżłobienia wzdłużne.

## Wersje
- PGM Ultima Ratio Commando I
- PGM Ultima Ratio Commando II – wersja ze składaną kolbą
- PGM Ultima Ratio Intervention – wersja dla formacji policyjnych
- PGM Ultima Ratio Supressor – wersja z wytłumioną lufą

## Użytkownicy
- Brazylia: Brigada de Operações Especiais[1]
- Izrael: Siły specjalne[2]
- Francja: Francuskie Siły Zbrojne[3]
- Słowenia: Słoweńskie Siły Zbrojne[4]